# NGC 500
NGC 500 (còn được gọi là PGC 5013) là một thiên hà dạng thấu kính kiểu E-SO nằm trong chòm sao Song Ngư. Nó có kích thước biểu kiến là 0,8 x 0,6 phút góc và độ lớn biểu kiến là 14,2. Nó được phát hiện lần đầu tiên vào năm 1850 bởi Bindon Blood Stoney trong thời gian ở Lâu đài Birr ở Ireland.